# Hendrik Hofmeyr
Pour les articles homonymes, voir Hofmeyr.
 (août 2019).
Si vous disposez d'ouvrages ou d'articles de référence ou si vous connaissez des sites web de qualité traitant du thème abordé ici, merci de compléter l'article en donnant les références utiles à sa vérifiabilité et en les liant à la section « Notes et références ».
Hendrik Pienaar Hofmeyr, né le 20 novembre 1957 au Cap, est un compositeur sud-africain.

## Biographie
Hendrik Hofmeyr a étudié dix ans en Italie en tant qu'objecteur de conscience.